# Paranocaracris latipes
Paranocaracris latipes är en insektsart som först beskrevs av Boris Petrovich Uvarov 1928.  Paranocaracris latipes ingår i släktet Paranocaracris och familjen Pamphagidae. Inga underarter finns listade i Catalogue of Life.